# Cyrillus Kreek

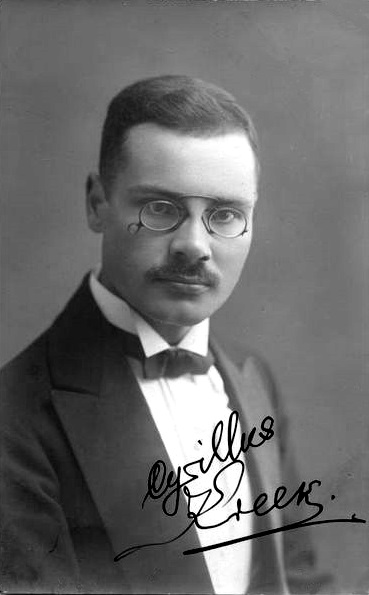
Cyrillus Kreek

Cyrillus Kreek (* 21. Novemberjul. / 3. Dezember 1889greg. in Saanika, heute Stadtgemeinde Haapsalu; † 26. März 1962 in Haapsalu) war ein estnischer Komponist.

## Leben und Werk
Cyrillus Kreek studierte am Sankt Petersburger Konservatorium von 1908 bis 1911 Posaune und von 1912 bis 1916 Musiktheorie und Komposition. Ab 1907 arbeitete er mit Unterbrechungen in Haapsalu an der estnischen Westküste. 1919/20 war er Musiklehrer in Rakvere, 1920/21 in Tartu. Von 1921 bis 1932 war er am Lehrerseminar von Läänemaa beschäftigt. 1940/41 und von 1944 bis 1950 war er Dozent für Musiktheorie am Staatlichen Tallinner Konservatorium (heute Estnische Musik- und Theaterakademie) in Tallinn, ab 1947 mit dem Titel eines Professors.
Daneben war Cyrillus Kreek Leiter zahlreicher Chöre und Organisator von Sängerfesten in Läänemaa. Ab 1911 sammelte und untersuchte er Volkslieder, bis zum Ende seines Lebens über 6000. Viele weltliche und geistliche estnische Volksliedmelodien verarbeitete er in seinen zahlreichen Kompositionen, die er vor allem für Chorgesang geschrieben hat.
Ein 1989 eingeweihtes Denkmal der estnischen Künstlerin Aime Kuulbusch erinnert in Haapsalu an ihn. Das Haus, das Cyrillus Kreek von 1932 bis zu seinem Tod an der Ostseeküste bei Haapsalu bewohnte, war in den 2000er Jahren ein Museum.

## Wichtigste Kompositionen
- Taaveti laulud (1914) vier Psalmvertonungen

1. Taaveti laul 104 (1) "Kiida, mu hing"
2. Taaveti laul 104 (2) "Õnnis on inimene"
3. Taaveti laul 141 "Issand, ma hüüan Su poole"
4. Taaveti laul 121 "Päeval ei pea päikene sind vaevama"

- Reekviem (1927)
- Musica sacra (für Orchester, 1943)
- Armastuslaul 13. sajandist (für Orchester, 1943)
- Kalevipoeg nõiakoopas (Kantate, 1953)
- Setu sümfoonia (für Orchester, 1953)

Cyrillus Kreek schrieb über 500 Stücke für Gesang. Zu den bekanntesten zählen Meil aiaäärne tänavas; Sirisege, sirisege, sirbikesed; Maga, maga, Matsikene; Mu süda ärka üles und Ma tulen taevast ülevalt.